# Peru na Letních olympijských hrách 2012
Peru se účastnilo Letních olympijských her 2012 a jednalo se o 17. start této země na letních olympijských hrách. Zastupovalo ho 16 sportovců v 9 sportech (9 mužů a 7 žen). Vlajkonošem výpravy během zahajovacího ceremoniálu byla Gladys Tejeda. Stala se tak první peruánskou sportovkyní, které se dostalo této cti. Nejmladším z týmu byl Nicolas Pacheco, kterému v době konání her bylo necelých 18 let. Nejstarším z týmu byl Raúl Pacheco, kterému bylo v době konání her 33 let. Nikomu z výpravy se během her nepodařilo získat medaili.

## Disciplíny

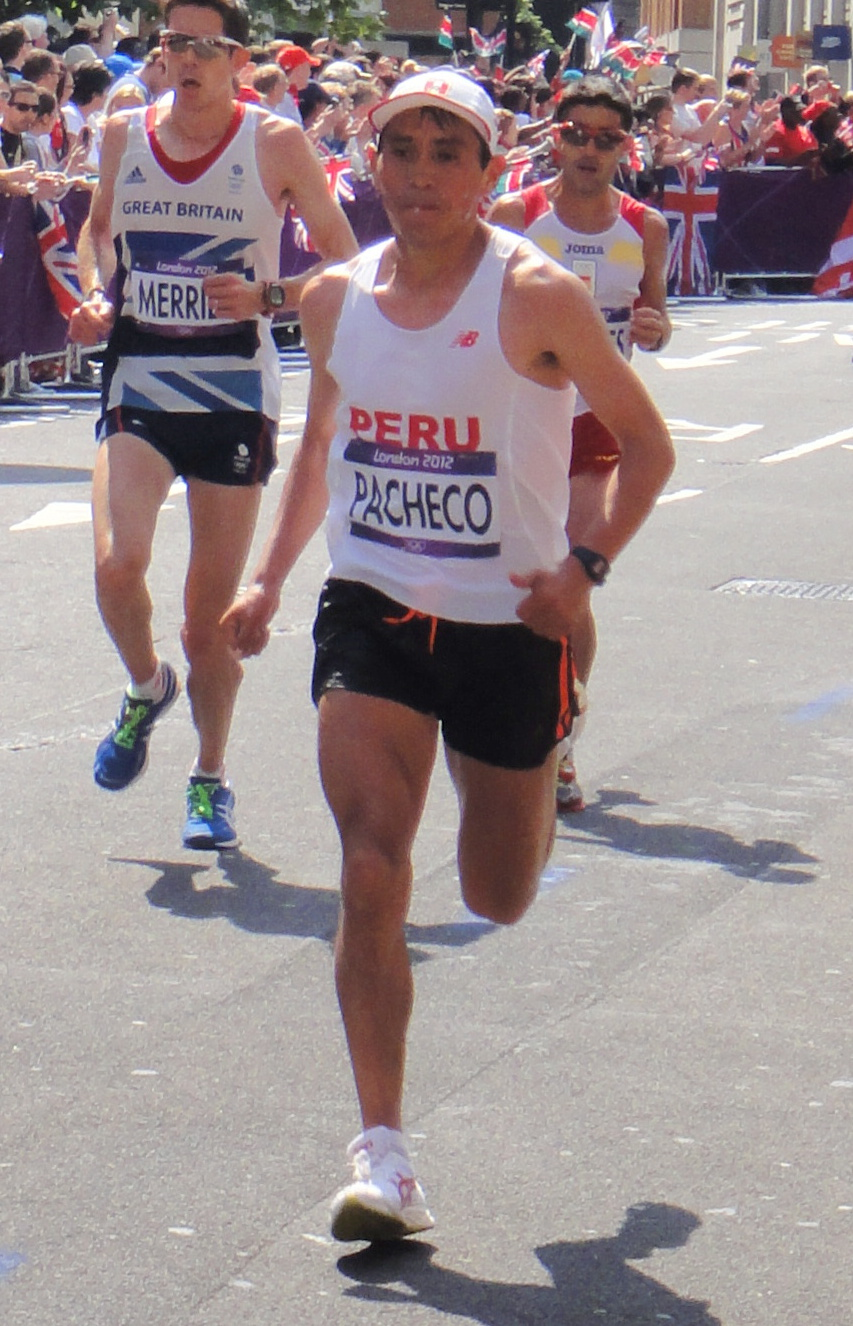
Raúl Pacheco během závodu v maratonu mužů na LOH 2012 v Londýně

### Atletika
| Sportovec       | Disciplína        | Rozběh  | Rozběh | Finále            | Finále            |
| Sportovec       | Disciplína        | Čas     | Pořadí | Čas               | Pořadí            |
| --------------- | ----------------- | ------- | ------ | ----------------- | ----------------- |
| Mario Bazán     | 3000 m př. – muži | 8:51,95 | 11.    | nekvalifikoval se | nekvalifikoval se |
| Raúl Pacheco    | maraton – muži    | N/A     | N/A    | 2:15:35           | 21.               |
| Sportovkyně     | Disciplína        | Rozběh  | Rozběh | Finále            | Finále            |
| Sportovkyně     | Disciplína        | Čas     | Pořadí | Čas               | Pořadí            |
| Wilma Arizapana | maraton – ženy    | N/A     | N/A    | 2:35:09           | 55.               |
| Inés Melchor    | maraton – ženy    | N/A     | N/A    | 2:28:54           | 25.               |
| Gladys Tejeda   | maraton – ženy    | N/A     | N/A    | 2:32:07           | 43.               |

### Badminton
| Sportovec       | Disciplína     | Skupina                          | Skupina                                | Skupina | Eliminace    | Čtvrtfinále  | Semifinále   | Finále / BM  | Pořadí       |
| Sportovec       | Disciplína     | Soupeř                           | Soupeř                                 | Pořadí  | Soupeř       | Soupeř       | Soupeř       | Soupeř       | Pořadí       |
| --------------- | -------------- | -------------------------------- | -------------------------------------- | ------- | ------------ | ------------ | ------------ | ------------ | ------------ |
| Rodrigo Pacheco | Dvouhra – muži | Lee Hyun-il PROHRA (12–21; 7–21) | N/A                                    | 2.      | nepostoupil  | nepostoupil  | nepostoupil  | nepostoupil  | nepostoupil  |
| Sportovkyně     | Disciplína     | Skupina                          | Skupina                                | Skupina | Eliminace    | Čtvrtfinále  | Semifinále   | Finále / BM  | Pořadí       |
| Sportovkyně     | Disciplína     | Soupeř                           | Soupeř                                 | Pořadí  | Soupeř       | Soupeř       | Soupeř       | Soupeř       | Pořadí       |
| Claudia Rivero  | Dvouhra – ženy | Li Süe-žuej PROHRA (5–21; 6–21)  | Carolina Marínová PROHRA (17–21; 7–21) | 3.      | nepostoupila | nepostoupila | nepostoupila | nepostoupila | nepostoupila |

### Jachting
| Sportovkyně       | Disciplína   | Etapa | Etapa | Etapa | Etapa | Etapa | Etapa | Etapa | Etapa | Etapa | Etapa | Etapa           | Body | Pořadí |
| Sportovkyně       | Disciplína   | 1     | 2     | 3     | 4     | 5     | 6     | 7     | 8     | 9     | 10    | Medailový závod | Body | Pořadí |
| ----------------- | ------------ | ----- | ----- | ----- | ----- | ----- | ----- | ----- | ----- | ----- | ----- | --------------- | ---- | ------ |
| Paloma Schmidtová | Laser Radial | 35    | 30    | 36    | 36    | 30    | 39    | 33    | 41    | 32    | 32    | vyřazena        | 310  | 39.    |

### Judo
| Sportovec     | Disciplína    | 1/64                        | 1/32        | 1/16        | Čtvrtfinále | Semifinále  | Opravy 1    | Opravy 2    | Opravy 3    | Finále/Bronzová medaile | Pořadí |
| Sportovec     | Disciplína    | Soupeř                      | Soupeř      | Soupeř      | Soupeř      | Soupeř      | Soupeř      | Soupeř      | Soupeř      | Soupeř                  | Pořadí |
| ------------- | ------------- | --------------------------- | ----------- | ----------- | ----------- | ----------- | ----------- | ----------- | ----------- | ----------------------- | ------ |
| Juan Postigos | Muži do 60 kg | Elio Verde PROHRA 0001–1000 | nepostoupil | nepostoupil | nepostoupil | nepostoupil | nepostoupil | nepostoupil | nepostoupil | nepostoupil             |        |

### Plavání
| Sportovec                | Disciplína                | Rozplavba | Rozplavba | Semifinále   | Semifinále   | Finále       | Finále       |
| Sportovec                | Disciplína                | Čas       | Pořadí    | Čas          | Pořadí       | Čas          | Pořadí       |
| ------------------------ | ------------------------- | --------- | --------- | ------------ | ------------ | ------------ | ------------ |
| Mauricio Fiol Villanueva | 200 m motýlek – muži      | 1:59,02   | 25.       | nepostoupil  | nepostoupil  | nepostoupil  | nepostoupil  |
| Sebastián Jahnsen        | 200 m volný způsob – muži | 1:52,36   | 34.       | nepostoupil  | nepostoupil  | nepostoupil  | nepostoupil  |
| Sportovkyně              | Disciplína                | Rozplavba | Rozplavba | Semifinále   | Semifinále   | Finále       | Finále       |
| Sportovkyně              | Disciplína                | Čas       | Pořadí    | Čas          | Pořadí       | Čas          | Pořadí       |
| Andrea Cedrónová         | 400 m volný způsob – ženy | 4:24,18   | 33.       | nepostoupila | nepostoupila | nepostoupila | nepostoupila |

### Střelba
| Sportovec       | Disciplína | Kvalifikace | Kvalifikace | Finále      | Finále      |
| Sportovec       | Disciplína | Body        | Pořadí      | Body        | Pořadí      |
| --------------- | ---------- | ----------- | ----------- | ----------- | ----------- |
| Nicolás Pacheco | Skeet      | 109         | 32.         | nepostoupil | nepostoupil |

### Taekwondo
V taekwondu Peru reprezentoval 30letý Peter López pro kterého to byla druhá olympijská účast. Debutoval na předchozí hrách v Pekingu v roce 2008. Jeho prvním soupeřem na hrách v Londýně byl srbský reprezentant Damir Fejzić, kterého López nedokázal porazit a do dalších bojů nezasáhl.
| Sportovec   | Disciplína    | 1/16                    | Čtvrtfinále | Semifinále  | Opravy      | Bronzová medaile | Finále      | Pořadí |
| Sportovec   | Disciplína    | Soupeř                  | Soupeř      | Soupeř      | Soupeř      | Soupeř           | Soupeř      | Pořadí |
| ----------- | ------------- | ----------------------- | ----------- | ----------- | ----------- | ---------------- | ----------- | ------ |
| Peter López | Muži do 68 kg | Damir Fejzić PROHRA 3–5 | nepostoupil | nepostoupil | nepostoupil | nepostoupil      | nepostoupil | 11T    |

### Veslování
| Sportovec        | Disciplína  | Rozjížďka | Rozjížďka | Opravy  | Opravy  | Čtvrtfinále | Čtvrtfinále | Semifinále | Semifinále | Finále  | Finále |
| Sportovec        | Disciplína  | Čas       | Pořadí    | Čas     | Pořadí  | Čas         | Pořadí      | Čas        | Pořadí     | Čas     | Pořadí |
| ---------------- | ----------- | --------- | --------- | ------- | ------- | ----------- | ----------- | ---------- | ---------- | ------- | ------ |
| Víctor Aspíllaga | mužský skif | 7:13.79   | 5. R      | 7:10.54 | 3. SE/F | N/A         | N/A         | 7:53.76    | 2. FE      | 7:35.88 | 27.    |

### Vzpírání
| Sportovkyně         | Disciplína    | Trh      | Trh    | Nadhoz   | Nadhoz | Dohromady | Pořadí |
| Sportovkyně         | Disciplína    | Výsledek | Pořadí | Výsledek | Pořadí | Dohromady | Pořadí |
| ------------------- | ------------- | -------- | ------ | -------- | ------ | --------- | ------ |
| Silvana Saldarriaga | Ženy do 63 kg | 75       | 10.    | 97       | 9.     | 172       | 10.    |